# داي-ميو
داي-ميو (باليابانية: 大名 = كبير + اسم) هي التسمية التي كانت تطلق على كبار الزعماء الإقطاعيين في اليابان منذ القرن الـ12 م وحتى إصلاحات فترة مييجي.

## الفترة الأولى
بدأ أمر هؤلاء الزعماء أثناء فترة هييآن (794-1185 م)، كانوا على ٍرأس مجموعة من المحاربين (بوشي)، أوكلت لهم مهمة إدارة الأراضي التي يملكها النبلاء (وأكثرهم من أقرباء الإمبراطور)، والذين فضلوا الاستقرار في العاصمة الإمبراطورية كيوتو أثناء الفترات التي ساد فيها جو من السلم.
في عام 1192 م قام أحد أعضاء هذه الطبقة، وهو ميناموتو نو يوريتومو بالاستيلاء على الحكم بالقوة، اتخذ لقب شوغون وكان صاحب الفضل في تأسيس أول حكومة عسكرية في البلاد. كان دأبه والشوغونات من العشائر الأخرى من بعده، الهوجو والأشيكاغا، أن يكافئوا أتباعهم بمنحهم حقوقا إدارية على الأراضي التي كان يتملكها النبلاء السابقون (من عائلة الإمبراطور)، شيئا فشيئا بسط وهؤلاء الأتباع وعوائهم من حولهم سلطتهم في المقاطعات البعيدة عن تأثير النظام المركزي الحاكم، كان هذا أول أمر الـ«دايم-يو».

## زعماء الحرب
ينحدر هؤلاء الزعماء الإقطاعيين الجدد من نفس المستوى الاجتماعي للحكام من الشوغونات، ولعله السبب في الحذر الدائم الذي ميز العلاقة بين طرفين، رغم المصالح المتبادلة التي كانت تجمعهم. كان النظام المركزي يخشى شوكتهم ففرض عليهم قيودا كبيرة أثناء الفترة الأولى. عندما انهار نظام الشوغونات في القرن الـ15 م والـ16 للميلاد وانفرط عقد السلطة، حلت طبقة جديدة من الزعماء أطلق عليها تسمية الـ«سن غوكو داي-ميو(باليابانية: 戦国大名)» (زعماء الحرب) مكان الزعماء الحكام أو الـ«شوغو داي-ميو(باليابانية:守護大名)»، ابتنى كل واحد منهم قصرا لنفسه ثم أصبحوا من الآن فصاعدا يعملون لحسابهم الخاص وفقط، همهم الأول التفكير في كيفية الاستيلاء على أكبر عدد من الأراضي، ولما كانت البلاد لا تتسع لهم جميعا، فقد دخل كل واحد في صراع تلقائي مع جيرانه، حتى عمت الفوضى كامل البلاد، عرفت هذه الفترة باسم فترة المقاطعات المتحاربة (سن غوكو جيداي). من مشاهير الدايميو في هذه الفترة والتي كانت شوغو دايميو فيما سبق هي عشائر إيماغاوا، ساتاكه، توكي، روكاكو، أوتشي، شيمازو، ومن العشائر الجديدة التي أصبحت دايميو مع دخول فترة المقاطعات المتحاربة عشائر أساكورا، أماغو، ناغاو، ميوشي، تشوسوكابه، جيمبو، هاتانو، أودا، ماتسوناغا.

## تحت سلطة الشوغون
عادت إلى البلاد وحدتها السياسية مع تعاقب الزعماء الكبار من أمثال أودا نوبوناغا، تويوتومي هيده-يوشي، وأخيرا توكوغاوا إيئه-ياسو. وضع هذا الأخير دعائم حكم أسرة التوكوغاوا واستمر حكمها لأزيد من 260 سنة. أثناء فترة إيدو بلغ عدد الزعماء الإقطاعيين حوالي الـ270 زعيما، قسموا إلى ثلاث مجموعات على حسب ولاءهم للنظام الحاكم:
- «شنبان داي-ميو»: وينحدر أكثرهم من عشيرة التوكوغاوا الحاكمة،
- «فوداي داي-ميو»: وأكثرهم من الحلفاء القديمين المواليين لعشيرة التوكاغاوا،
- «توزاما داي-ميو» من الحلفاء الجديد الذين تم إخضاعهم بعد فترة 1600 م،

يبسط كل واحد من الـ«دايم-يو» سلطته على معقله، وكان الشخص الوحيد الذي يدين له بالولاء هو الشوغون. أثناء فترة إيدو وحتى يضمن النظام الجديد ولاء هؤلاء الحكام، أوجب عليهم أن يتركوا أبناءهم وعوائهم رهان لدى البلاط في إيدو (طوكيو اليوم) وأن يقوم بزيارة الشوغون مرة واحدة على الأقل كل سنة. كان مقدرا غنى اهؤلاء الزعماء يتحدد بناء على محاصيل الأرز السنوية التي يتم جنيها في المعقل أو مقاطعتهم، ويقدر معدله بـ10،000 كوكو (مقدار من الأرز يساوي حوالي 180 لتر).
بعد بداية الإصلاحات (راجع: استعراش مييجي) عام 1871 م، وسقوط نظام الشوغونية، تم إلغاء هذه الطبقة وتخصيص رواتب خاصة لأفرادها.